# 結婚する手続き
結婚する手続き（けっこんするてつづき）はNHKで1988年10月8日から1988年10月22日まで放送されたテレビドラマ。

## キャスト
- 古手川祐子
- 浜木綿子
- 渡辺徹
- 中条静夫
- 林与一
- 松原智恵子
- 大路三千緒
- 沢村貞子
- 福田豊土
- 大山のぶ代
- くまもと吉成
- 鈴木清順
- 丹阿弥谷津子
- 上月左知子
- 戸沢佑介
- 木村翠
- 原田純也
- 吉見一豊

ほか

## スタッフ
- 作 - 橋田壽賀子
- 音楽 - 丸谷晴彦
- 演奏 - コンセール・レニエ
- タイトルアニメーション - 毛利厚
- 語り - 広瀬久美子
- 演出 - 樋口昌弘

## 備考
- 橋田壽賀子は1988年の秋には、もう一つの作品日本テレビの水曜グランドロマン「女たちの百万石」を担当し、翌年にはNHK大河ドラマ「春日局」を担当した。
- 2年後の1990年には、TBS系列で放送された花王愛の劇場「ああ結婚」のタイトルで、リメイクされた。